# John Craven (attore)
John Craven (New York, 22 giugno 1916 – 24 novembre 1995) è stato un attore statunitense.
Era figlio dell'attore Frank Craven.
È apparso in quasi 50 film e in molte serie televisive.

## Filmografia parziale

### Cinema
- La commedia umana (The Human Comedy), regia di Clarence Brown (1943)
- Qualcuno da ricordare (Someone To Remember), regia di Robert Siodmak (1943)
- Prigionieri di Satana (The Purple Heart), regia di Lewis Milestone (1944)
- Le ore sono contate (Count the Hours!), regia di Don Siegel (1953)
- La legge del Signore (Friendly Persuasion), regia di William Wyler (1956)
- Facciamo l'amore (Let's Make Love), regia di George Cukor (1960)

### Televisione
- Climax! – serie TV, episodio 1x20 (1955)
- Screen Directors Playhouse – serie TV, episodio 1x11 (1955)
- La pattuglia della strada (Highway Patrol) – serie TV, episodio 1x34 (1956)
- Gli uomini della prateria (Rawhide) – serie TV, episodio 1x18 (1959)
- Peter Gunn – serie TV, episodio 3x12 (1960)
- Ricercato vivo o morto (Wanted: Dead or Alive) – serie TV, episodio 3x09 (1960)
- Carovana (Stagecoach West) – serie TV, episodio 1x14 (1961)
- Scacco matto (Checkmate) – serie TV, episodio 1x30 (1961)
- Thriller – serie TV, episodio 1x33 (1961)
- Whispering Smith – serie TV, episodio 1x11 (1961)
- Ai confini della realtà (The Twilight Zone) – serie TV, episodio 5x07 (1963)
- La grande vallata (The Big Valley) – serie TV, episodio 1x09 (1965)